# فاطمه زیباکلام
فاطمه زیباکلام مفرد (۱۳۳۰ – ۲۱ اسفند ۱۳۹۴) پژوهشگر ایرانی حوزه فلسفه آموزش و پرورش، دانشیار گروه مبانی فلسفی و اجتماعی آموزش و پرورش در دانشکده روان‌شناسی دانشگاه تهران و مدیر این گروه بود.
او خواهر صادق زیباکلام و سعید زیباکلام بود.

## زندگی
فاطمه زیباکلام در سال ۱۳۳۰ در تهران متولد شد. دوره دکتری فلسفه علوم تربیتی را در سال ۱۳۷۲ در دانشگاه برادفورد به پایان برد.
فاطمه زیبا کلام، روز جمعه ۲۱ اسفند ۱۳۹۴ در بیمارستان تهران بر اثر بیماری ناگهانی در سن ۶۴ سالگی درگذشت.